# Fuka Nagano
Fuka Nagano (長野 風花 Nagano Fuka?), född 9 mars 1999, är en japansk fotbollsspelare som spelar för Incheon Hyundai Steel Red Angels.
Fuka Nagano spelade 1 landskamper för det japanska landslaget.